# Léon Trémisot
 (juillet 2017).
Si vous disposez d'ouvrages ou d'articles de référence ou si vous connaissez des sites web de qualité traitant du thème abordé ici, merci de compléter l'article en donnant les références utiles à sa vérifiabilité et en les liant à la section « Notes et références ».

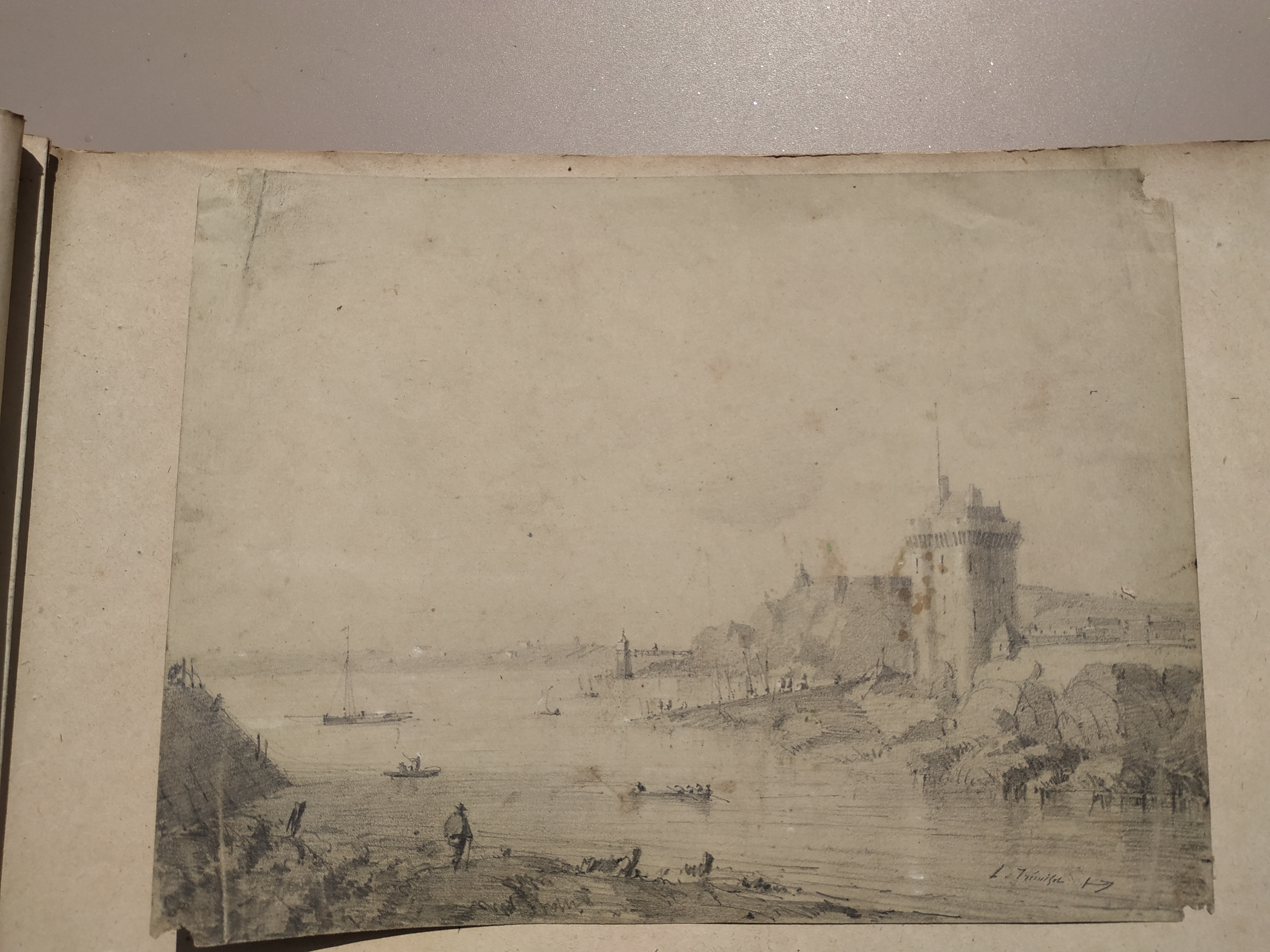
Dessin signé Léon Trémisot en bas à droite, découvert dans un carnet ayant appartenu à Henri Arondel.

Léon Trémisot, né le 30 juillet 1808 dans l’ancien 10e arrondissement de Paris et mort le 9 février 1882 à Saint-Servan, est un peintre français.

## Biographie
Léonard Claude Trémisot naît à Paris en 1808, fils de Claude Marie Trémisot, marchand de vin, et de Marie Joséphine Gaspard, son épouse.
Trémisot est l'élève de Théodore Gudin.
En 1845, Trémisot réside au 55 rue du Faubourg-Saint-Denis à Paris. Plus tard, il réside au 10 rue de Chabrol, dans le quartier de la porte Saint-Denis, ainsi qu'au 10 de la rue des Magasins, une ancienne voie de Paris.
L'œuvre de celui qui est considéré comme un peintre de marines comprend aussi nombre de dessins et aquarelles, en témoignent des paysages de Saint-Cloud, de Venise, de Bretagne, des natures mortes, des voiliers et des pêcheurs. Elle comprend également des lithographies, tel Le Tombeau de Chateaubriand ou encore Château et Casino de Saint-Malo. On lui doit notamment un Souvenirs des bords de Rance près de Saint-Servan ; vue prise de la Vicomté exposé au Musée Royal à Paris en mars 1846 et un Saint-Malo vu de la pointe de Dinard, peint en 1840. Dans sa production, son huile représentant une vue de Saint-Malo depuis la Vicomté, réalisée en 1865, est remarquable[non neutre].
Célibataire, Léon Trémisot meurt chez lui, rue Trichet à Saint-Servan, en 1882.

## Œuvres dans les collections publiques
Anciennement dans les collections de la famille de Robert Surcouf, sa toile intitulée Abordage du Triton par le Cartier est propriété de la ville de Saint-Malo depuis 1977, par legs aux musées de France, et est aujourd'hui conservée au Musée d'histoire de Saint-Malo. Ce musée conserve également trois autres œuvres picturales : la toile Le Tombeau de Chateaubriand sur l'île du Grand bé (1850) ; une autre toile, Vue de Saint-Malo (1850) ; La Vue de Saint-Malo, une commande exécutée en 1850-1852 et exposée en 1853.
Le musée des beaux-arts de Brest possède une huile sur toile (51,5 x 75,6 cm) qui a été présentée au Salon de Paris en 1846 : Saint-Malo vu de la Vicomté, près de Dinard.

## Expositions
Trémisot exposa ses huiles sur toile au Salon à Paris de 1846 à 1853.

## Signature
La signature du peintre est : « L. Tremisot ».